# صنایع نیبورز
صنایع نیبورز (انگلیسی: Nabors Industries) شرکت حفاری آمریکایی است، که در سال ۱۹۵۴ تأسیس شد.